# Israel al Festival d'Eurovisió de Joves Músics
Israel va participar en dues ocasions al Festival d'Eurovisió de Joves Músics, començant per la seva primera participació el 1986, Shira Rabin va ser la primera representant d'Israel.
Israel va tornar a la competició el 2018 i va enviar el violoncel·lista Tamir Naaman-Peri com a representant, i després no va tornar ha participar en la competició.

## Participacions
Llegenda
| Any                                   | Seu         | Artista           | Instrument | Final                | Semifinal |
| ------------------------------------- | ----------- | ----------------- | ---------- | -------------------- | --------- |
| 1986                                  | Copenhaguen | Shira Rabin       | Violí      | No es va classificar | -         |
| No hi va participar entre 1988 i 2016 |             |                   |            |                      |           |
| 2018                                  | Edimburg    | Tamir Naaman-Peri | Violoncel  | No es va classificar | -         |
| No hi va participar entre 2020 i 2022 |             |                   |            |                      |           |